# Striatophasma naukluftense
Striatophasma naukluftense (лат.) — вид африканских мантофазмид (Mantophasmatodea) из отряда тараканосверчков. Эндемики Намибии. Единственный вид рода Striatophasma.

## Распространение
Южная Африка: Намибия (Naukluft Mountains, Nauchas, Remhoogte). Обнаружены на плато на высотах от 1200 до 1750 м.

## Описание
Длина тела самцов около 23,1—27,3 мм (самки крупнее — 23,6—35,4 мм). Имеют зеленоватую окраску; у самца с продольной коричневой полоской на спине (груди и брюшке). Усики состоят из зелёного скапуса и 25 желтовато-зеленовато-жёлтых флагелломеров. Крыльев нет. Длина пронотума самцов: 2,6—4,1 мм, его ширина — 3,3—3,7 мм; длина мезонотума — 3,4—4,1 мм, его ширина — 2,9—3,1 мм; длина метанотума — 2,4—3,2 мм, его ширина — 2,7—2,9 мм; длина головы — 3,1—3.9 мм, её ширина 3,6—4,3 мм. Голова округлая, ортогнатическая, сзади покрываемая пронотумом.
Род Striatophasma является сестринской группой ко всем остальным южноафриканским видам и родам, включаемым в Austrophasmatidae sensu Klass et al., 2003, что показано на основании изучения пептидного гормона (Predel et al. in press). От них от всех (кроме видов Austrophasma gansbaaiense и Viridiphasma clanwilliamense (Eberhard et al. 2011), новый таксон легко отличим своим зелёным цветом.

## Этимология
Вид Striatophasma naukluftense был описан в 2012 году немецкими энтомологами Бенжамином Випфлером (нем. Benjamin Wipfler), Гансом Полем (Hans Pohl, оба из зоологического института при Friedrich-Schiller-University Jena, Йена, ФРГ) и Рейнхардом Преде (Reinhard Prede, из зоологического института при Universität zu Köln, Кёльн, ФРГ), которые дали ему название по имени типового местонахождения в Намибии, плато Naukluft Mountains. Родовое название Striatophasma составлено на основе двух слов: striatus (полосатый) и phasma, которое обычно используется, чтобы называть родовые таксоны мантофазматид.